# Bryobia kakamaensis
Bryobia kakamaensis är en spindeldjursart som beskrevs av Meyer 1987. Bryobia kakamaensis ingår i släktet Bryobia och familjen Tetranychidae. Inga underarter finns listade.